# کنسرت نمایش سی
کنسرت نمایش سی یک تئاتر به کارگردانی علی‌اصغر دشتی بر اساس سه داستان از داستان‌های شاهنامه (زال و رودابه، رستم و اسفندیار و رستم و سهراب) است که در مرداد و شهریور ۱۳۹۶ در کاخ سعدآباد تهران اجرا شده‌است.
این نمایش به نویسندگی نغمه ثمینی و بازیگری سحر دولتشاهی، بهرام رادان، مهدی پاکدل، بانیپال شومون، حسین صوفیان، دلنیا آرام و صابر ابر به نمایش درآمده است، همچنین همایون شجریان خواننده و سهراب پورناظری آهنگساز این پروژه می‌باشند.

## نگارخانه

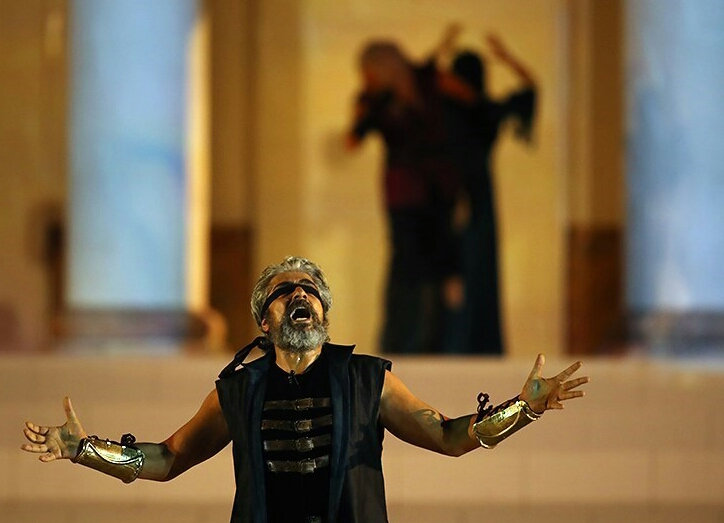
مهدی پاکدل در نقش رستم
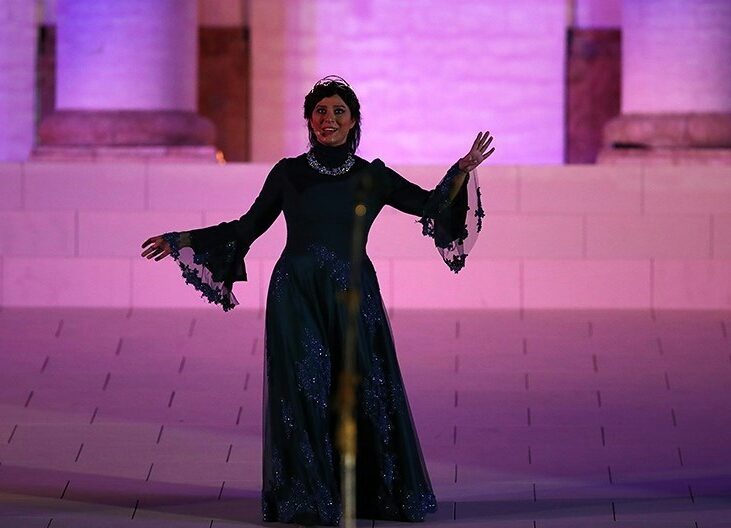
سحر دولتشاهی در نقش رودابه
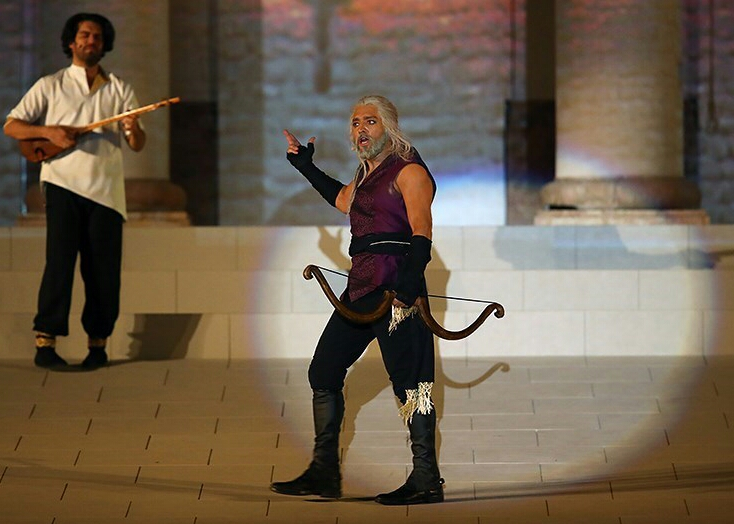
بهرام رادان در نقش زال
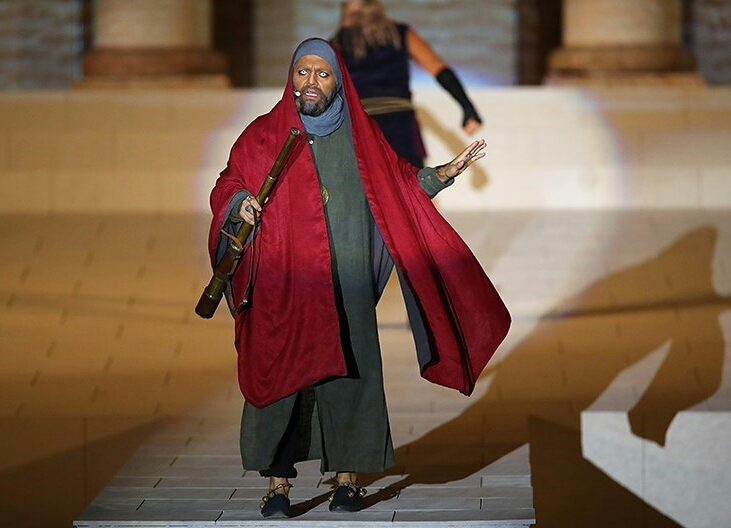
صابر ابر در نقش ضحاک
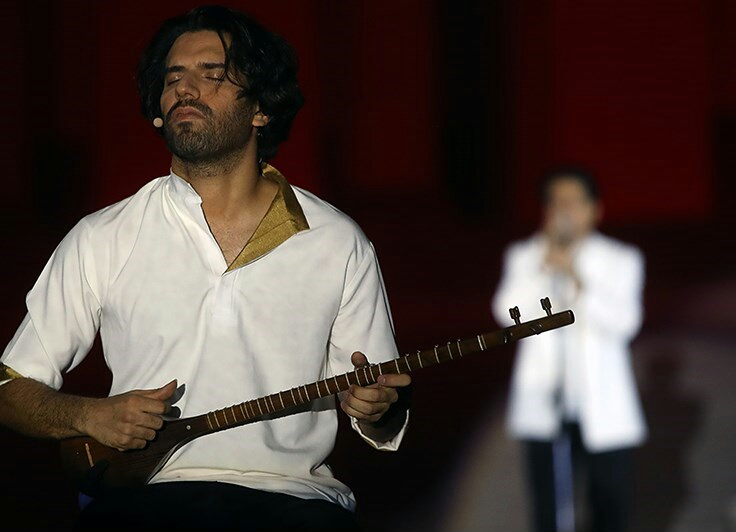
سهراب پورناظری
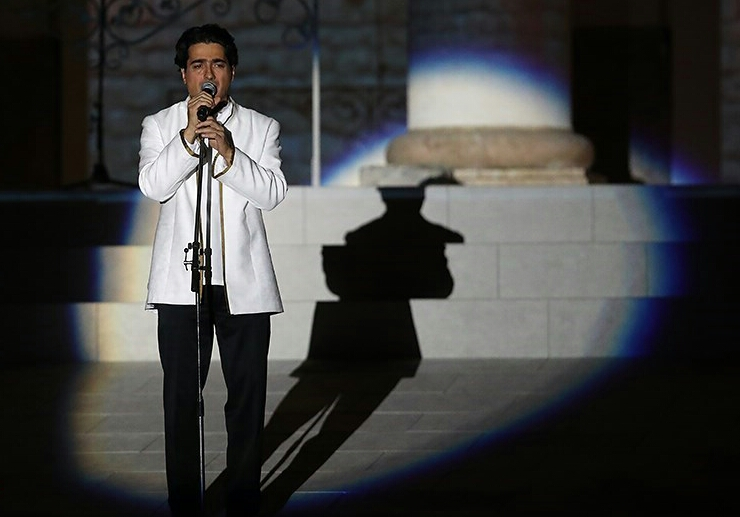
همایون شجریان
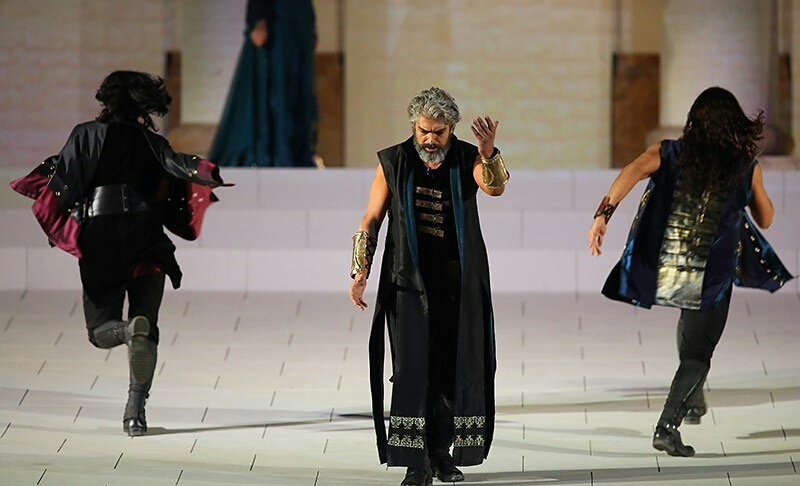
مهدی پاکدل
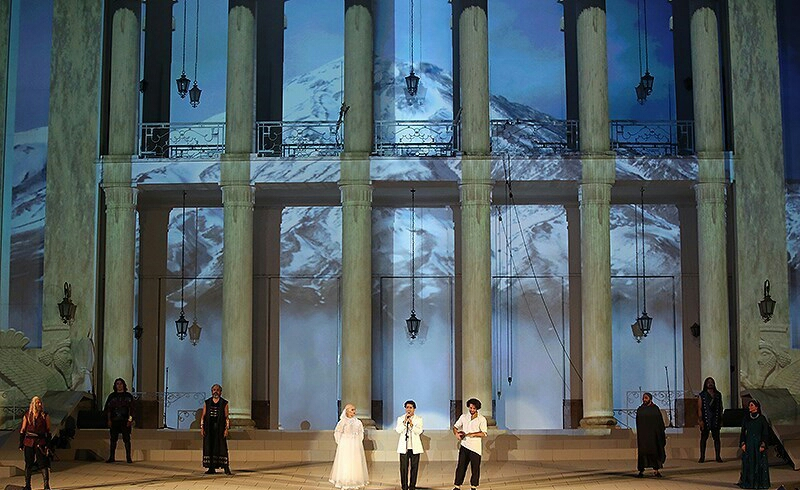
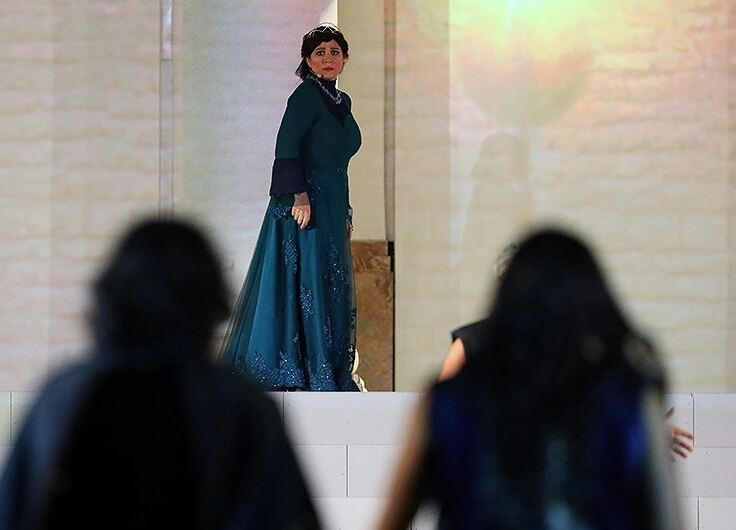
سحر دولتشاهی
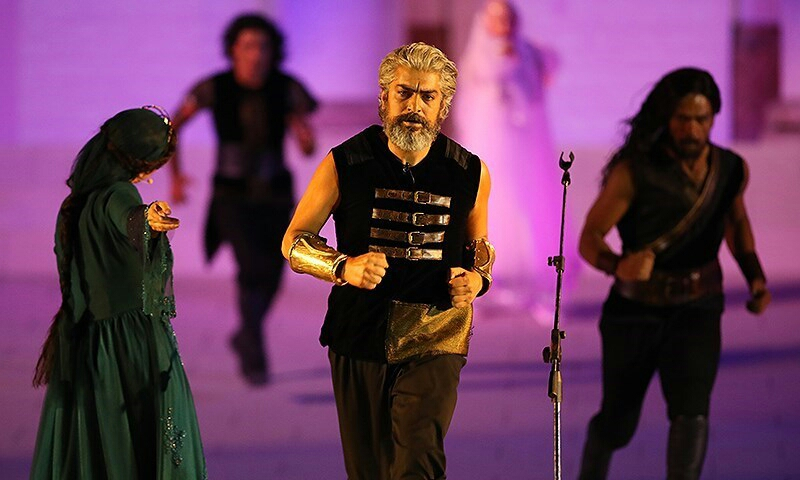
مهدی پاکدل
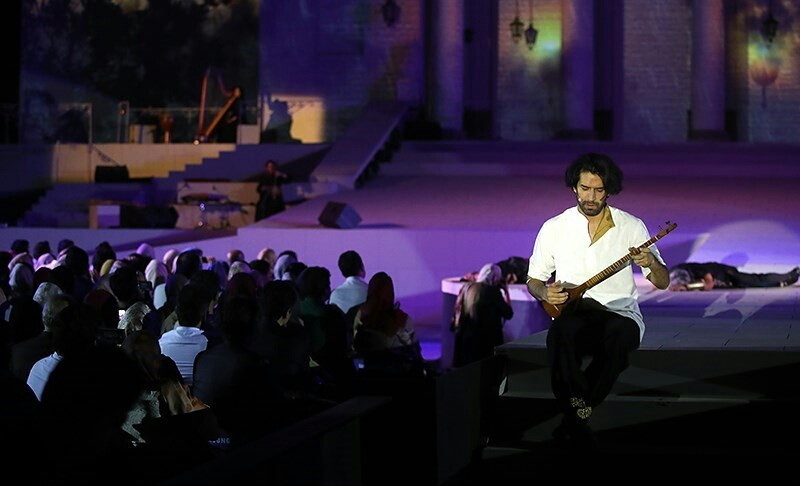
سهراب پورناظری
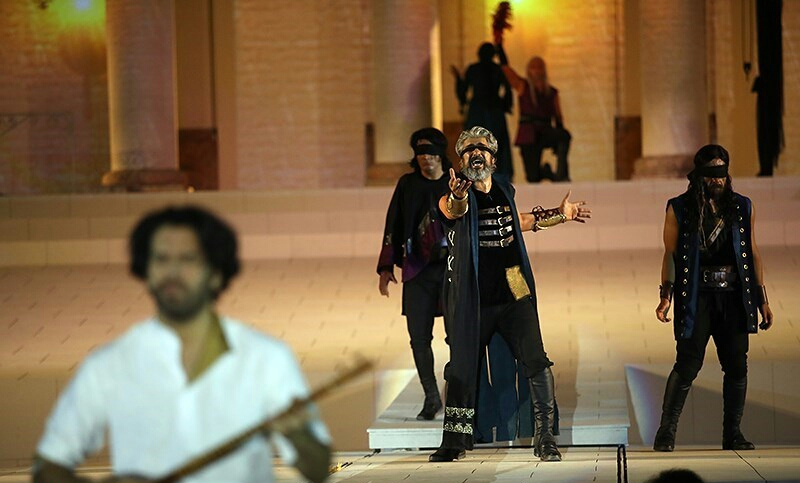
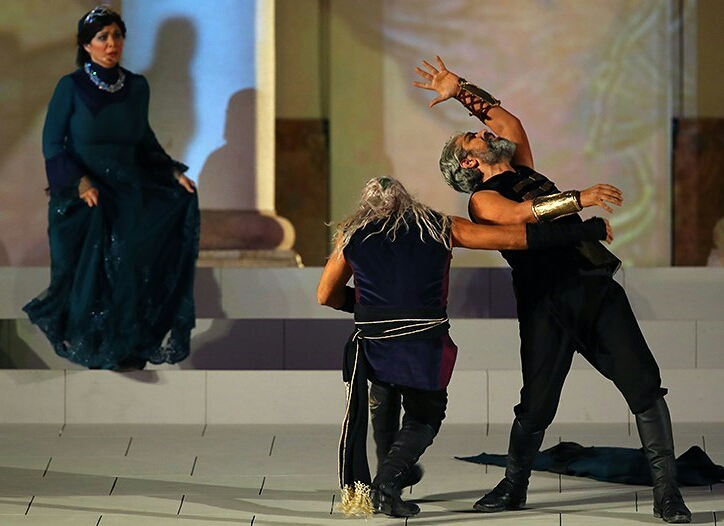
مهدی پاکدل و سحر دولتشاهی
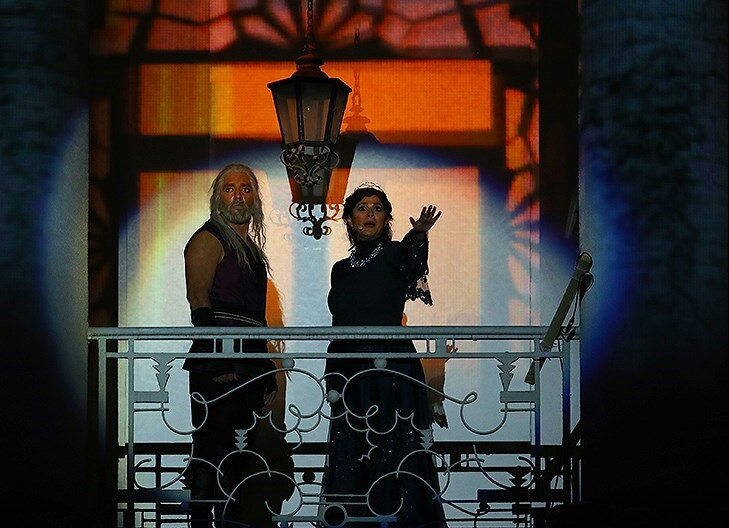
سحر دولتشاهی و بهرام رادان
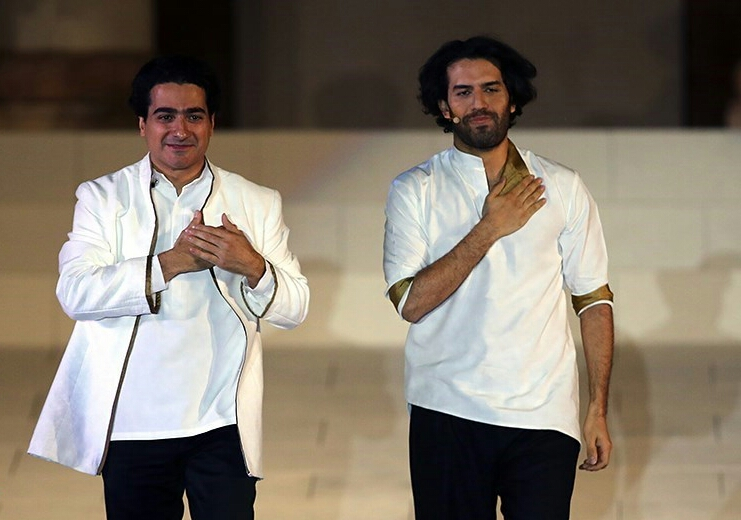
سهراب پورناظری (راست) همایون شجریان (چپ)
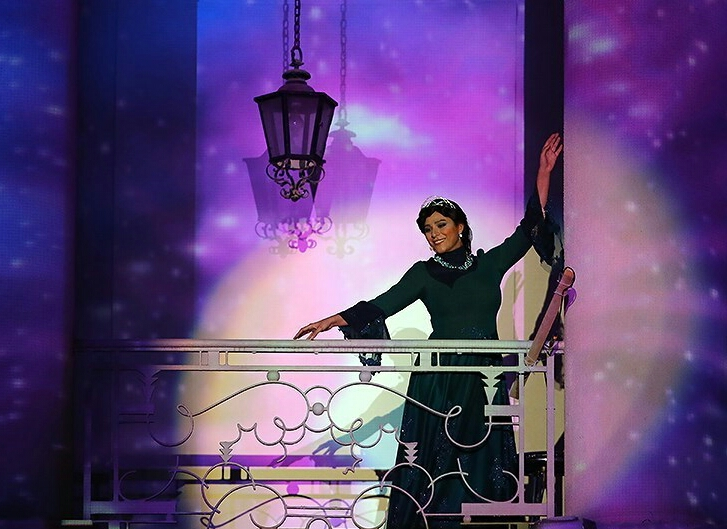
سحر دولتشاهی
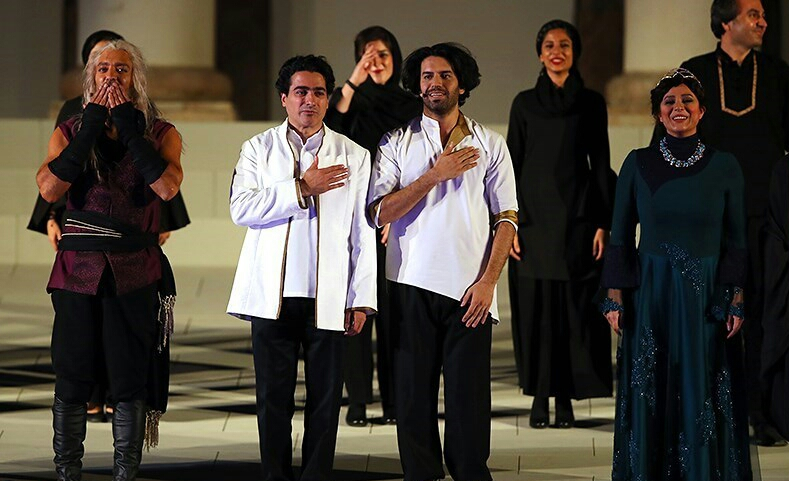
از راست: سحر دولتشاهی، سهراب پورناظری، همایون شجریان، بهرام رادان